# Seznam argentinskih igralcev
Seznam argentinskih igralcev.

## A
- Alfredo Alcón
- Norma Aleandro
- Héctor Alterio
- Hugo Arana (1943)
- Carolina Ardohain
- Pablo Alarcón

## B
- Santiago Bal
- Michel Brown
- Lola Berthet
- Alexis Bledel
- Camila Bordonaba

## C
- Itatí Cantoral
- Segundo Cernadas
- Celeste Cid
- Grecia Colmenares
- Linda Cristal

## D
- Ricardo Darín
- Andréa Del Boca

## E
- Lali Espósito

## F
- Daniel Freire (argentinsko-španski)
- Catherine Fullop

## G
- Analía Gadé
- Susana Giménez
- Araceli González

## I
- Imperio Argentina

## L
- Fernando Lamas
- Mirtha Legrand
- Saúl Lisazo
- Luisana Lopilato
- Gianni Lunadei (1938-1998) (it.-argent.) Cristina del Valle
- Federico Luppi
- Gianni Lunadei (it.-argent.)

## M
- Mía Maestro
- Marilú Marini
- Niní Marshall
- Roxana Martínez
- María Marull
- Paula Marull
- Nelly Meden
- Claribel Medina
- Alberto de Mendoza
- Tita Merello
- Osvaldo Miranda
- Juana Molina

## N
- Marzenka Novak (polj.-argent.)

## O
- Natalia Oreiro

## P
- Lola Ponce

## R
- Alejandro Rey
- Miguel Angel Rodriguez
- Benjamin Rojas

## S
- Osvaldo Sabatini
- Leonardo Sbaraglia
- Griselda Siciliani

## T
- Tini
- Lolita Torres

## V
- Cristina del Valle
- Natalia Verbeke